# حادثة الأكاديمية العسكرية
تُشير حادثة الأكاديمية العسكرية (士官学校事件 Shikan Gakko Jiken)، والتي تُعرف أيضًا باسم حادثة نوفمبر (十一月事件 Juichigatsu Jiken) إلى محاولة الانقلاب العسكري التي حدثت في اليابان في نوفمبر من عام 1934. وكانت هذه المحاولة واحدة من سلسلة المؤامرات المشابهة لـ«إعادة الإمبراطور شوا»، وقاد هذه المحاولة بعض العناصر المتشددة بالتعاون مع الجيش الياباني الإمبراطوري.

## الخلفية والتاريخ
من الجدير بالذكر أن محاولات الانقلاب الفاشلة التي وقعت عام 1931 (حادثة مارس وحادثة الألوان الإمبراطورية) اللتين قامت بهما  ساكورا كاي ، جماعة سرية داخل صفوف أصحاب الرتب المنخفضة في فيلق الضباط في الجيش الياباني الإمبراطوري، وتدعو هذه الجماعة إلى فكرة إقامة دولة اشتراكية ذات نظام عسكري شمولي تكون بديلاً عن الحكومة الديمقراطية الحالية التي تهيمن عليها سياسات حزبية فاسدة، قد أثارت ظهور خطط مشابهة نفذتها جماعات أخرى داخل المؤسسة العسكرية.
في عام 1934، قامت مجموعة تتألف من خمسة طلاب من أكاديمية الجيش الياباني الإمبراطوري بقيادة اثنين من ضباط الجيش المنتمين إلى فصيل الطريق الإمبراطوري الراديكالي العسكري الذين انزعجوا مما اعتبروه فقدان نفوذ فصيلهم على الجيش بعد عزل وزير الجيش ساداو أراكي في يناير عام 1934، بوضع خطة للإطاحة بالحكومة. إلا أنه في أوائل نوفمبر من عام 1934، قام أحد الطلاب يُدعى ساتو بإبلاغ السلطات الحكومية بشأن الخطة واشتراك فصيل الطريق الإمبراطوري فيها.
وبناءً على هذا، وضع النقيب تسوجي ماسانوبو، أحد قادة السرايا في الأكاديمية العسكرية، خطة للقبض على القادة من قِبل الشرطة العسكرية في العشرين من نوفمبر عام 1934، لينهي بذلك الانقلاب المحتمل قبل أن يبدأ. ولكن نظرًا لغياب الأدلة، لم تتم إدانة المتهمين، ولكن مع ذلك تم فصل الطلاب الخمسة من الأكاديمية في مارس من عام 1935، وتم إيقاف الضابطين موراناكا وأيسوبي عن العمل لمدة ستة أشهر في إبريل من العام نفسه.
وعندما قام الضابطان الموقوفان عن العمل فيما بعد بتوزيع كتيبات تحمل عنوان «الاحتجاجات لاستعادة الانضباط العسكري» (المعروف أيضًا باسم «مشاهدات على تنظيف البيت العسكري»)، وتم فصلهم تمامًا من الخدمة في أغسطس من عام 1935.

## حادثة إيزاوا
كان فصيل الطريق الإمبراطوري يؤمن بأن ساتو هو جاسوس للنقيب تسوجي، وأن هذا الأمر برمته كان فخًا نصبه منافسوهم من فصيل توسيها أو مجموعة المراقبة لتشويه صورة القائدجينزابيورا مازاكي، المفتش العام على التعليم العسكري، حيث أدت هذه الحادثة إلى عزل القائد مازاكي.
وفي انتقام لما عُرف لاحقًا باسم Aizawa Incident (相沢事件 Aizawa jiken)، قام المقدم سابورو إيزاوا من فصيل الطريق الإمبراطوري، باغتيال القائد الذي خلف مازاكي من فصيل توسيها وهو اللواء تيتسوزان ناجاتا في الثاني عشر من أغسطس عام 1935، حيث قتله بالسيف داخل مكتبه. وتمت ترقية ناجاتا بعد وفاته إلى رتبة فريق، بينما قُتل إيزاوا رميًا بالرصاص بعد المحاكمة العسكرية التي عقدتها الشعبة الأولى في الجيش الياباني الإمبراطوري في طوكيو. وبعدها أُجبر وزير الحربية سنجيورا هاياشي على الاستقالة.

## العواقب
كانت حادثة الأكاديمية العسكرية وحادثة إيزاوا مؤشرًا على تسييس الجيش وزيادة حالة الاستقطاب داخل المؤسسة العسكرية في اليابان، وكذلك النزعة المتزايدة تجاه حل الخلافات السياسية باستخدام القوة. كان عدم اتخاذ أي إجراء من قِبل القيادة العسكرية لقمع تلك النزعات وعجز الحكومة المدنية المنتخبة عن مواجهة الجيش من العوامل التي ساهمت في وقوع الحادثة التالية أو حادثة السادس والعشرين من فبراير.